# Ellenboro (West Virginia)
Ellenboro is een plaats (town) in de Amerikaanse staat West Virginia, en valt bestuurlijk gezien onder Ritchie County.

## Demografie
Bij de volkstelling in 2000 werd het aantal inwoners vastgesteld op 373.
In 2006 is het aantal inwoners door het United States Census Bureau geschat op 375, een stijging van 2 (0,5%).

## Geografie
Volgens het United States Census Bureau beslaat de plaats een oppervlakte van
2,0 km², geheel bestaande uit land. Ellenboro ligt op ongeveer 240 m boven zeeniveau.

## Plaatsen in de nabije omgeving
De onderstaande figuur toont nabijgelegen plaatsen in een straal van 20 km rond Ellenboro.